# Detmold (Maryland)
Detmold es un lugar designado por el censo ubicado en el condado de Allegany en el estado estadounidense de Maryland. En el Censo de 2010 tenía una población de 71 habitantes y una densidad poblacional de 175,73 personas por km².

## Geografía
Detmold se encuentra ubicado en las coordenadas 39°33′27″N 78°59′28″O / 39.55750, -78.99111. Según la Oficina del Censo de los Estados Unidos, Detmold tiene una superficie total de 0.4 km², de la cual 0.4 km² corresponden a tierra firme y (0%) 0 km² es agua.

## Demografía
Según el censo de 2010, había 71 personas residiendo en Detmold. La densidad de población era de 175,73 hab./km². De los 71 habitantes, Detmold estaba compuesto por el 100% blancos, el 0% eran afroamericanos, el 0% eran amerindios, el 0% eran asiáticos, el 0% eran isleños del Pacífico, el 0% eran de otras razas y el 0% pertenecían a dos o más razas. Del total de la población el 0% eran hispanos o latinos de cualquier raza.